# Michael Klein (Fußballspieler, 1959)
Michael „Mischa“ Klein (* 10. Oktober 1959 in Amnaș, Kreis Sibiu; † 2. Februar 1993 in Krefeld, Deutschland) war ein rumänischer Fußballspieler aus der deutschsprachigen Minderheit der Siebenbürger Sachsen.

## Karriere

### Vereine
Klein begann seine Karriere 1973 in der Jugend von Corvinul Hunedoara. Dort gab er am 24. August 1977 beim Spiel gegen FC Argeș Pitești auch sein Debüt in der Divizia A. Für die Hinrunde der Saison 1978/79 wurde er an den benachbarten Zweitligisten Aurul Brad ausgeliehen. Er kehrte zur Rückrunde 1979 zurück, konnte jedoch nicht verhindern, dass Corvinul in die Divizia B abstieg. Dem Verein gelang 1980 jedoch die unmittelbare Rückkehr in die Divizia A. Klein blieb seinem Verein bis 1989 treu und spielte unter anderem in der Saison 1982/83 im Wettbewerb um den UEFA-Pokal, in dem der Verein nach dem Erstrundenerfolg über den Grazer AK (1:1, 3:0) in der zweiten Runde am FK Sarajevo (4:4, 0:4) scheiterte.
1989 wechselte Klein zum rumänischen Spitzenverein Dinamo Bukarest, mit dem er am Ende seiner Premierensaison den nationalen Vereinspokal und die Meisterschaft gewann. Nach 322 Erstligaspielen und 36 Toren wechselte er 1990 nach Deutschland zum FC Bayer 05 Uerdingen in die Bundesliga. Nachdem er am Saisonende mit seiner Mannschaft in die 2. Bundesliga absteigen musste, kehrte er als Meister der Spielklasse, Gruppe Nord in die höchste Spielklasse zurück.
Klein starb am 2. Februar 1993 während eines Dauerlaufs mit der Mannschaft von Bayer 05 Uerdingen an Herzversagen. Das Stadion von Corvinul Hunedoara wurde nach seinem Tod in Stadionul Michael Klein umbenannt.

### Nationalmannschaft
Für die A-Nationalmannschaft gab er am 9. September 1981 in Bukarest bei der 1:2-Niederlage gegen die Nationalmannschaft Bulgariens mit Einwechslung für Aurel Beldeanu in der 49. Minute sein Debüt. Der defensive Mittelfeldspieler nahm mit seiner Mannschaft an der EM 1984 und der WM 1990 teil, bei der er in allen drei Spielen der Gruppe B und im Achtelfinale gegen die Nationalmannschaft Irlands zum Einsatz kam. Klein bestritt als Nationalspieler für den FRF 90 A-Länderspiele, in denen ihm fünf Tore gelangen; für die U21-Fußballnationalmannschaft erzielte er in 17 Länderspielen ein Tor.

## Erfolge
- WM-Teilnehmer 1990
- EM-Teilnehmer 1984
- Rumänischer Meister 1990
- Rumänischer Pokal-Sieger 1990